# Schloss Linsberg

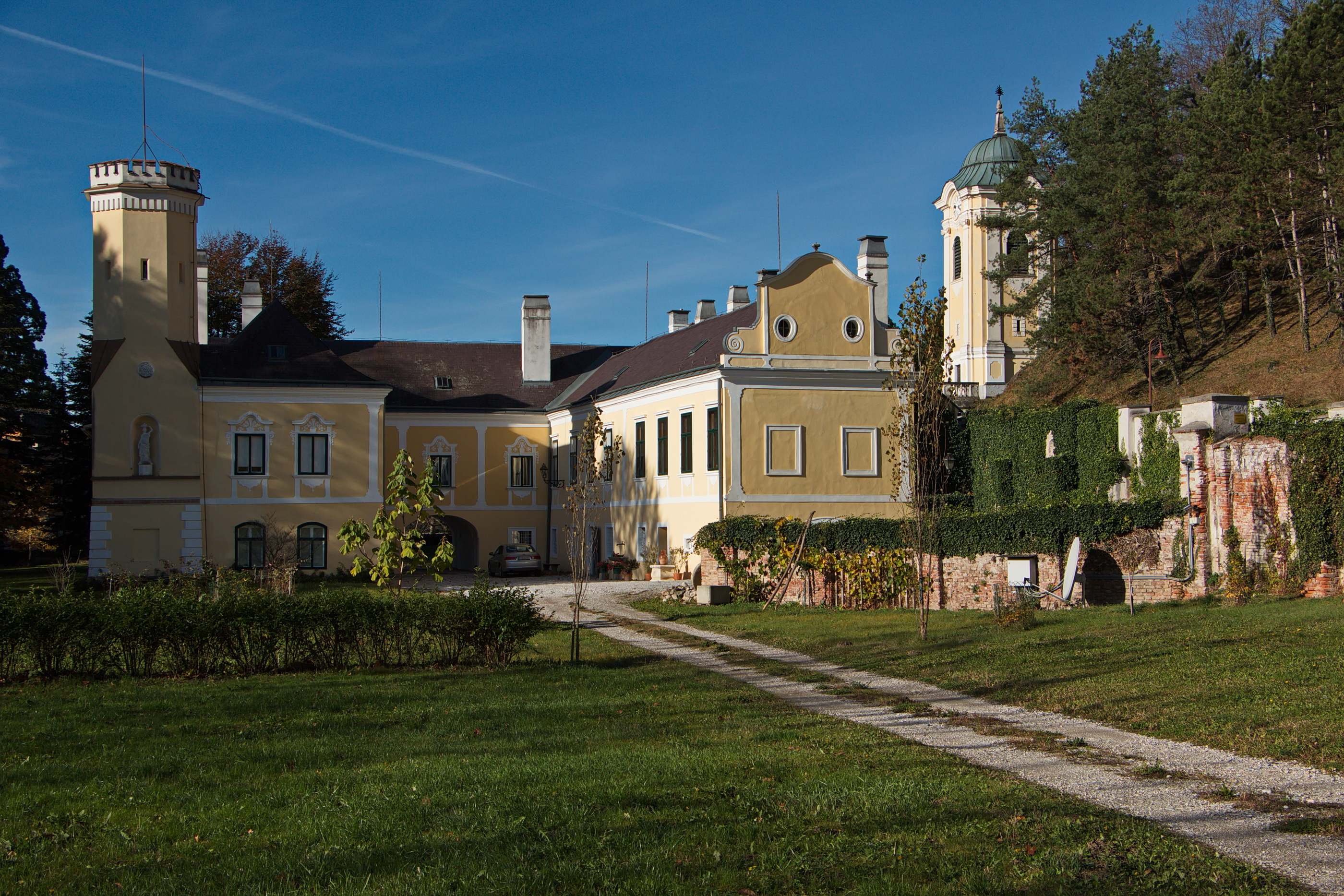
Gesamtansicht, rechts der Schlossturm

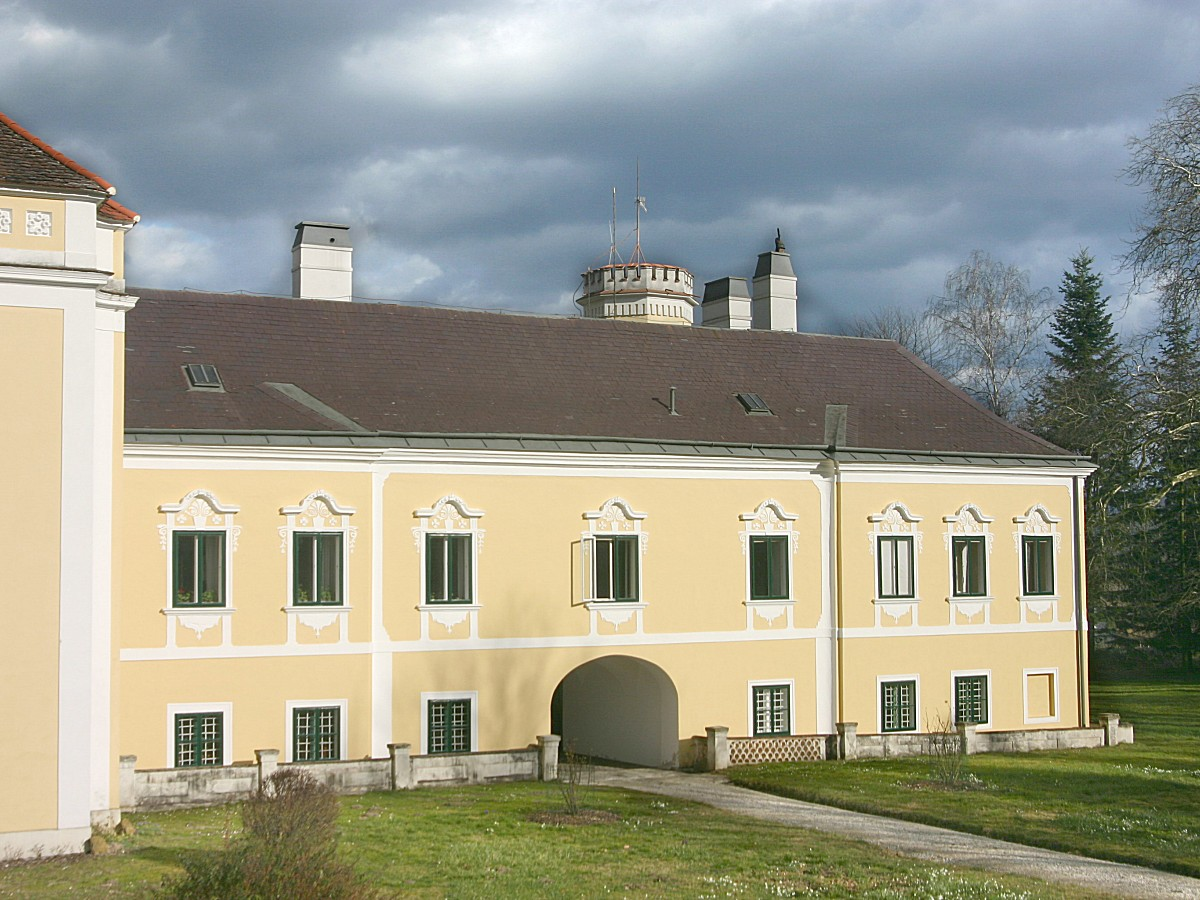
Wohntrakt des Schlosses Linsberg, Westseite (2007)

Das Schloss Linsberg ist eine barocke Schlossanlage in der niederösterreichischen Ortschaft Linsberg der Marktgemeinde Bad Erlach. Die Anlage ist eine mittelalterliche Gründung, die im 15. bis 16. Jahrhundert erweitert wurde. In der ersten Hälfte des 18. Jahrhunderts in schlechtem baulichen Zustand, ließ ihr damaliger Eigentümer, ein Hofmeister des Wiener Neustädter Bischofs, sie wieder instand setzen und zu einem Schloss umbauen. Er gab ihr zugleich ein gleichmäßiges, barockes Aussehen. Im 19. Jahrhundert folgten dann sowohl am Haupthaus als auch am Komplex der Wirtschaftsgebäude verschiedene Veränderungen im Stil des Historismus.
Die Anlage steht unter der Bezeichnung Schloss Thurnhof zu Linsberg seit 1971 unter Denkmalschutz. Das Schloss und der dazugehörige Schlosspark sind in Privatbesitz und öffentlich nicht zugänglich, aber von der Straße aus gut einsehbar.

## Geschichte

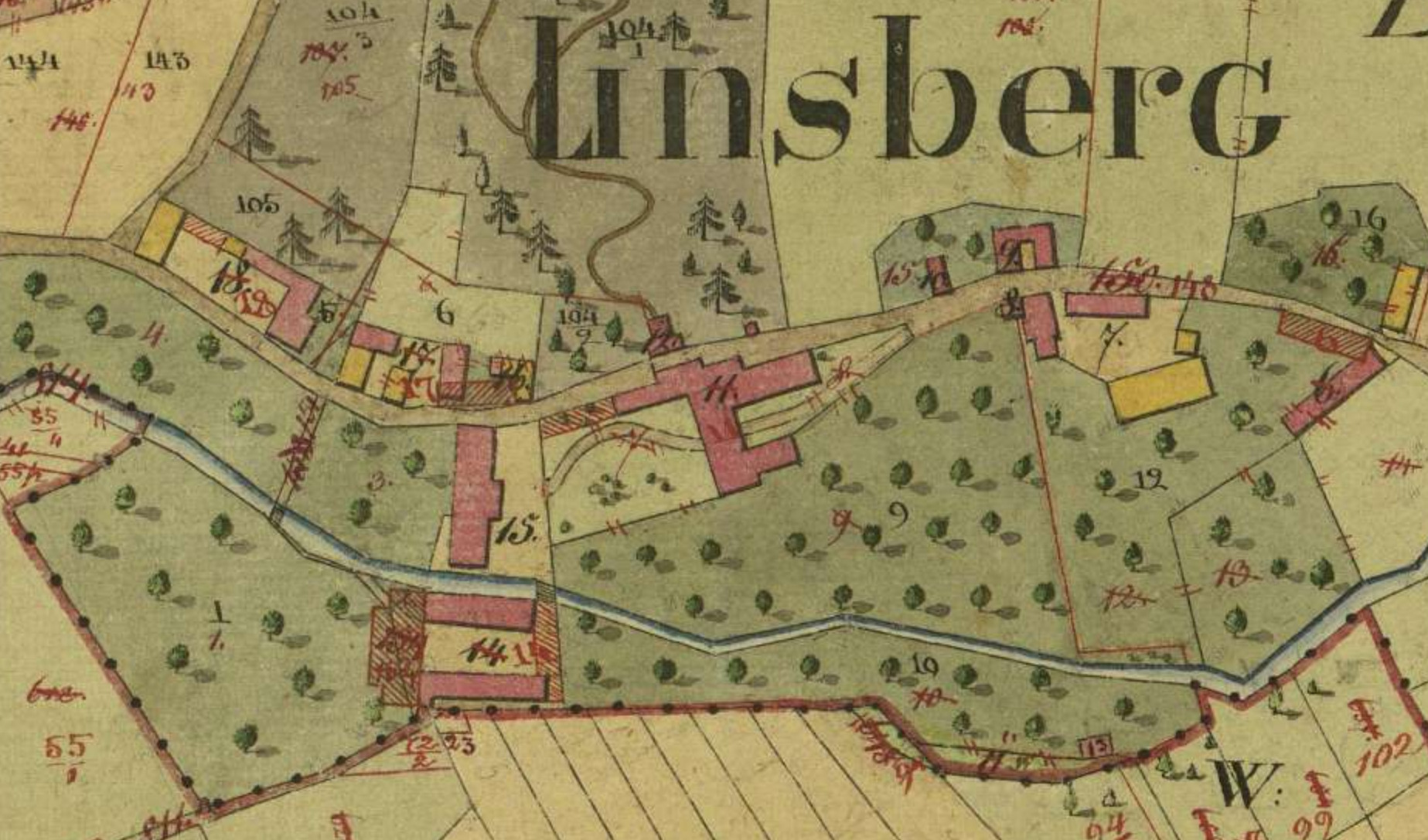
Schloss Linsberg im Franziszeischen Kataster (um 1820)

Schon im sogenannten Traditionskodex des Klosters Vornbach wird um 1126 ein Konrad von Linsberg (Chunradus de Linsperge) erwähnt, der ein weiteres Mal in einer Urkunde aus der Zeit um 1150 genannt wird. Es kann deshalb davon ausgegangen werden, dass es zu jener Zeit bereits einen befestigten Edelsitz in Linsberg gegeben hat. 1403 war dieser Sitz Eigentum des Mert Grymm. Sein Nachfahr Hanns Grymm erhielt die Erlaubnis, ihn auch an Töchter vererben zu dürfen, und so gelangte das Gut Linsberg 1458 durch die Heirat einer Tochter von Hanns Grymm an Niclas Waldner.
Schon zwei Jahre später gehörte der „Edelsitz Thurnhof an Linzberg“ Anton Himmelberger von Himmelberg dem Jüngeren, ehe ihn 1463 Kaiser Friedrich III. erwarb. Im Jahr 1467 belehnte dieser die Augustiner-Chorherren des St. Ulrichsklosters vor den Toren von Wiener Neustadt damit, bevor die Anlage 1551 an das Bistum Wiener Neustadt gelangte. Die Bischöfe nutzten die Anlage zeitweise als Sommersitz. Der Hofmeister des Wiener Neustädter Bischofs Franz Anton von Puchheim, Martin Franz Bärtl, löste das inzwischen verschuldetet Gut im Jahr 1714 aus und bekam es am 18. Januar 1718 endgültig überlassen. Damit verbunden war die Auflage, ein neues Haus anstatt des alten, verfallenen Gebäudes zu errichten.

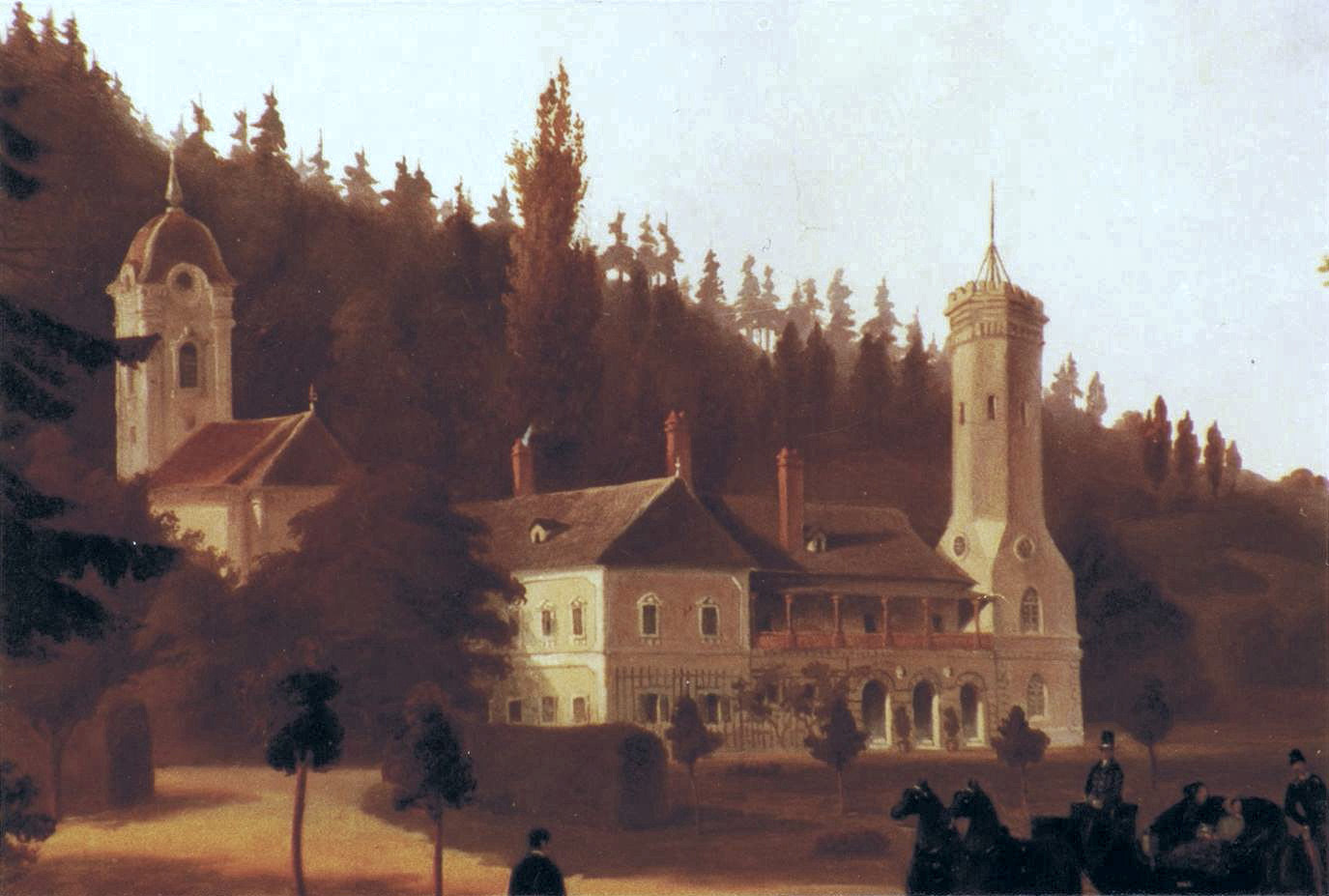
Schloss Linsberg auf einem Gemälde von F. Hell aus dem Jahr 1858

Unter Bärtl, der auf Initiative seines Dienstherrn das Adelsprädikat „Edler von Thurnhof“ erhielt, wurde um 1730 unter Einbezug der vorhandenen ruinösen, Bausubstanz ein dreiflügeliger Schlossbau im Stil des Barocks errichtet. Nach dem Tod des Schlossherrn im April 1737 wechselte die Anlage in den darauffolgenden 150 Jahren häufig die Eigentümer. Zu diesen zählten unter anderem die Familien von Rettenberg, von Schillsohn, von Starhemberg, von Schlabrendorf, von Auersperg, von Pergen, von Radossevich und von Fürstenwärther. 1863 gelangte das Anwesen an den Finanzmann und Großindustriellen Ludwig Josef Haber, der am 30. November 1869 das Freiherrenprädikat „von Linsberg“ erhielt. Sein Sohn Louis vermachte den Besitz Hermann Schenker, dem Sohn seiner Frau aus deren erster Ehe. Seinen Nachfahren gehört er auch heute noch.
Im Jahr 1945 wurde das Schloss geplündert und sein Inneres verwüstet, anschließend aber wieder zu Wohnzwecken hergerichtet. Seit 1974 wurden sukzessive Renovierungs- und Restaurierungsarbeiten am Hauptgebäude durchgeführt, zuletzt 2011.

## Beschreibung
Die Schlossanlage Linsberg besteht aus einem Hauptschloss, einer daran anschließenden Schlosskapelle mit freistehendem Glockenturm und einem Gebäudekomplex südwestlich des Hauptschlosses, der aus Wirtschaftsgebäuden des Anwesens entstand. Noch bis in die 2010er Jahre gehörte auch das sogenannte Gärtnerhaus zum Anwesen. Von ihm steht heute nur noch ein Vierecksturm.

### Hauptschloss
Das Hauptschloss ist eine dreiflügelige Anlage in Hufeisenform, die nach Osten geöffnet ist und deren Trakte einen Hof umschließen. Sie besitzt zwei Geschoße, von denen das Obergeschoß die Beletage ist. Sie sind an der Fassade durch ein Gesims in Form eines Putzbandes deutlich voneinander getrennt. Die Rechteckfenster in der Beletage weisen geschwungene Verdachungen mit Pflanzenornamenten auf.
Der Nordtrakt besitzt an der Ostseite einen Volutengiebel, dem Westtrakt mit seiner tonnengewölbten Tordurchfahrt ist eine Balustrade vorgelagert. Im südlichen Flügel befindet sich die älteste Bausubstanz der Anlage: die 1,10 bis 1,20 Meter dicken Mauern eines 7,40 × 11,60 Meter messenden mittelalterlichen Wohnturms, dessen Mauerreste noch bis zu einer Höhe von etwa acht Metern vorhanden sind. Dieser älteste Bauteil stand auch für den Namen der Anlage Pate: Aus „Turmhof“ wurde im Laufe der Zeit „Thurnhof“, wie das Schloss auch heute noch manchmal genannt wird.
Der Südtrakt des Hauptschlosses wurde im 19. Jahrhundert im Stil des Historismus verändert. Aus jener Zeit stammt zum Beispiel der sogenannte Tudor-Turm an der Südost-Ecke des Flügels. Seine beiden unteren Geschoße haben eine annähernd quadratische Form und besitzen eine Seitenlänge von ca. vier Metern. Die Ecken sind durch eine Rustika aus Putz betont. Das oberste Geschoß weist eine achteckige Form auf, die von einem Zinnenkranz bekrönt ist. Nach 1858 wurde zudem eine zweigeschoßige Loggia gestaltet, die im Erdgeschoß drei rundbogige Öffnungen und im Obergeschoß drei rechteckige Öffnungen besitzt. 

### Kapelle und Glockenturm
Die Kapelle schließt sich dem Hauptschloss an dessen Nordwest-Ecke an. Zwischen dem Traufgesims und einem etwas tiefer sitzenden Gesims verläuft ein Fries aus ornamentierten Terrakottafliesen. An der Westseite ist der Kapelle ein kleiner Vorbau mit Dreiecksgiebel vorgebaut, der den Eingang aufnimmt. Das Giebelfeld ist mit Applikationen aus Terrakotta dekoriert. Diese sind – ebenso wie der Fries – nicht der Erbauungszeit im Barock zuzurechnen, sondern stammen wahrscheinlich aus der ersten Hälfte des 19. Jahrhunderts. Das Untergeschoß des Kapellenbaus wird von dem sogenannten Mostkeller eingenommen; ein mit Tonnengewölbe ausgestatteter Raum, der durch die Inschrift eines Steins auf das Jahr 1735 datiert werden kann. Der Kapellenraum ist 8,20 Meter lang und zwischen 5,80 und 6,20 Meter breit. Wände und Decke sind mit polychromen Malereien verziert. Sowohl die Empore an der nördlichen Stirnseite als auch der ihr gegenüber stehende Altar stammen aus der Barockzeit.
Die Nordseite der Kapelle grenzt unmittelbar an eine Straße. Jenseits davon liegt das sogenannte Presshaus, das als tonnengewölbter Keller zum Teil in den dort anstehenden Hang gebaut ist. Darüber ist eine Terrasse mit Balustrade angelegt worden, die zugleich als Vorplatz für den nördlich davon stehenden, dreigeschoßigen Glockenturm dient. Dessen Fassade ist durch Putzpilaster mit Kapitellen vertikal gegliedert. Direkt unter dem geschwungenen Traufgesims sind an allen vier Seiten des quadratischen Turms Ziffernblätter angebracht. Der Dachstuhl stammt noch aus der Erbauungszeit, gleiches gilt für die reichverzierte Glocke. Sie trägt eine Widmungsinschrift ihres Stifters Martin Franz Bärtl, sein Wappen und in römischen Ziffern die Jahreszahl 1735.

### Wirtschaftsgebäude

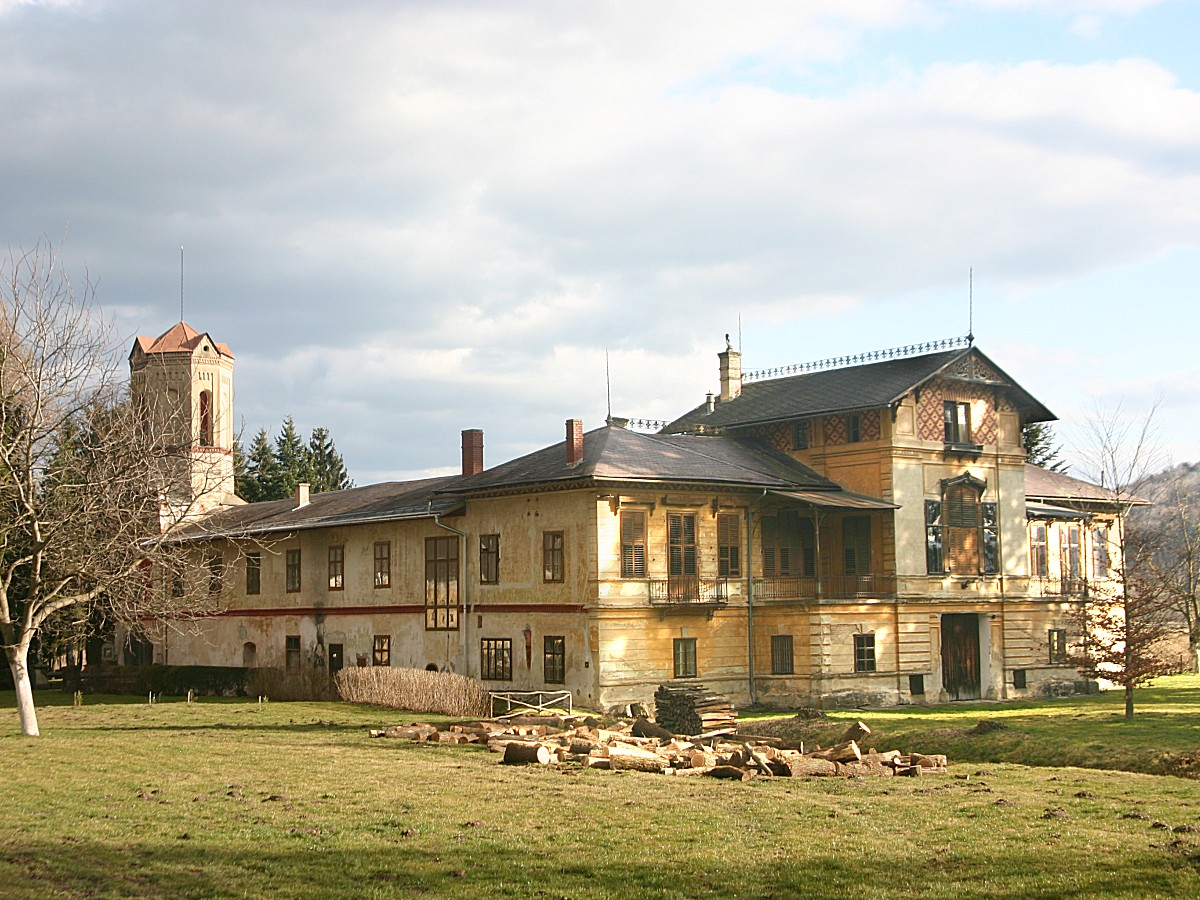
Gebäudekomplex mit Villa und Mühlenbau des Schlosses (2007)

Südwestlich des Hauptschlosses liegt ein Gebäudekomplex der aus der einstigen Schlossmühle entstanden ist. Diese ließ Martin Franz Bärtl zwischen 1714 und 1718 wiederherstellen. Sein Wappen hängt an der Außenseite über dem Nordtor des Gebäudekomplexes, das von einem polygonalen Turmaufsatz bekrönt wird. Dieser Bau wurde aber vermutlich erst unter Anton Georg Wittmann in den Jahren 1856/1857 errichtet, weshalb anzunehmen ist, dass Bärtls Wappen zuvor an einem anderen Ort angebracht war und später an seinen heutigen Ort transferiert wurde. Gleichzeitig wurde die bis dahin vorhandene Bausubstanz überformt und erweitert. Wittmanns Wappen findet sich hofseitig über der Durchfahrt des Südtors. Einige Zeit danach wurden die Gebäude an der Westseite niedergelegt und durch den heutigen Villenbau ersetzt. Die Jahreszahl 1871 an seiner Wetterfahne deutet darauf hin, dass die Villa in jenem Jahr fertiggestellt worden ist. Bauherr wäre demnach der Freiherr Ludwig Josef Haber gewesen. Der gesamte Komplex ist ein typisches Beispiel für den romantischen Historismus des 19. Jahrhunderts.

### Schlosspark
Der Landschaftsgarten aus der zweiten Hälfte des 19. Jahrhunderts ist in seinen Grundzügen größtenteils noch erhalten. Zu seinem ältesten Gehölzbestand gehören Silberpappel, Hängehainbuche, Hainbuche, Traubeneiche, Winterlinde, Blutbuche, Platane, Lawsons Scheinzypresse und Wacholder. Außerdem steht im Park ein alter Riesenmammutbaum, der 1873 gepflanzt wurde. Der Stammumfang des ungefähr 37 Meter hohen Baumes beträgt am Boden 12,30 Meter. Ein im nördlichen Teil des Parks stehender neugotischer Turm mit Spitzbogenfenstern und Gewölbe stürzte im 21. Jahrhundert ein und wurde aus Sicherheitsgründen Anfang 2011 abgetragen. Andere Parkelemente wie gemauerte Brücken, ein Wasserbassin und zwei allegorische Figuren, die Frühling und Winter darstellen, sind hingegen noch erhalten.